# Manuel António Mendes dos Santos
Manuel António Mendes dos Santos, C.M.F. (São Joaninho, Distrito de Viseu, Portugal, 20 de maio de 1960) é um bispo católico português, sendo actualmente Bispo emérito de São Tomé e Príncipe.

## Biografia
Filho de uma família numerosa, com três irmãos e quatro irmãs, em 1978 ingressou no Seminário Menor da Diocese de Lamego e, mais tarde, passou para o Seminário da Congregação dos Missionários Claretianos em Carvalhos, Vila Nova de Gaia. 
Feito o noviciado em Loja-Granada, Espanha, emitiu a sua primeira profissão em Fátima, a 26 de setembro de 1980, e a profissão perpétua no dia 16 de setembro de 1883. Frequentou os estudos filosóficos e teológicos entre 1978 e 1985 no Instituto das Ciências Humanas e Teológicas do Porto, e na Universidade Católica Portuguesa de Lisboa.
Foi ordenado presbítero na sua terra natal a 20 de julho de 1985. De 1985 a 1993, permaneceu no Seminário “dos Carvalhos” (Vila Nova de Gaia), onde exerceu as funções de promotor vocacional da Província Claretiana Portuguesa (1986-1993) e de Formador e Reitor do Seminário Menor “dos Carvalhos” (1989-1993). Sucessivamente, de 1994 a 1995, fez a experiência missionária em São Tomé, donde partiu em 1995 para a especialização em Teologia Pastoral na Pontifícia Universitá Salesiana, em Roma. De regresso a Portugal, de 1997 a 2001 foi Pároco de São Sebastião e responsável pela Vigararia do Coração de Maria na Diocese de Setúbal.
No dia 19 de abril de 2001 foi eleito, no X Capítulo em Fátima, Superior Provincial dos Missionários Claretianos. 
De 2003 a 2005, foi Presidente da Conferência Nacional dos Superiores Maiores dos Institutos Religiosos – CNIR. 
No dia 1 de dezembro de 2006 o Papa Bento XVI nomeou-o Bispo Diocesano de São Tomé e Príncipe.
É ainda Capelão Geral da Real Ordem de São Miguel da Ala e Presidente da Federação dos Arcebispos e Bispos das Reais Irmandades Diocesanas.
Teve sua renúncia aceita pelo Papa Francisco em 13 de julho de 2022.